# Cantone di Palora
Il cantone di Palora è un cantone dell'Ecuador che si trova nella provincia di Morona-Santiago.
Il capoluogo del cantone è Palora.